# Дніпро-1-Борисфен
Спортивний клуб «Дніпро-1-Борисфен» — український аматорський футбольний клуб з Дніпра, заснований у 2019 році. Виступає у Чемпіонаті України серед аматорів. Домашні матчі приймає на стадіоні «Олімпійські резерви», місткістю 300 глядачів.
Фарм-клуб СК «Дніпро-1».